# Вилараспа (Тревизо)
Вилараспа је насеље у Италији у округу Тревизо, региону Венето.
Према процени из 2011. у насељу је живело 100 становника. Насеље се налази на надморској висини од 167 м.